# پایگاه نیروی هوایی لیتل راک
پایگاه نیروی هوایی لیتل راک (به انگلیسی: Little Rock Air Force Base) یک فرودگاه است . این فرودگاه در کشور ایالات متحده آمریکا قرار دارد .